# خزف مصقول

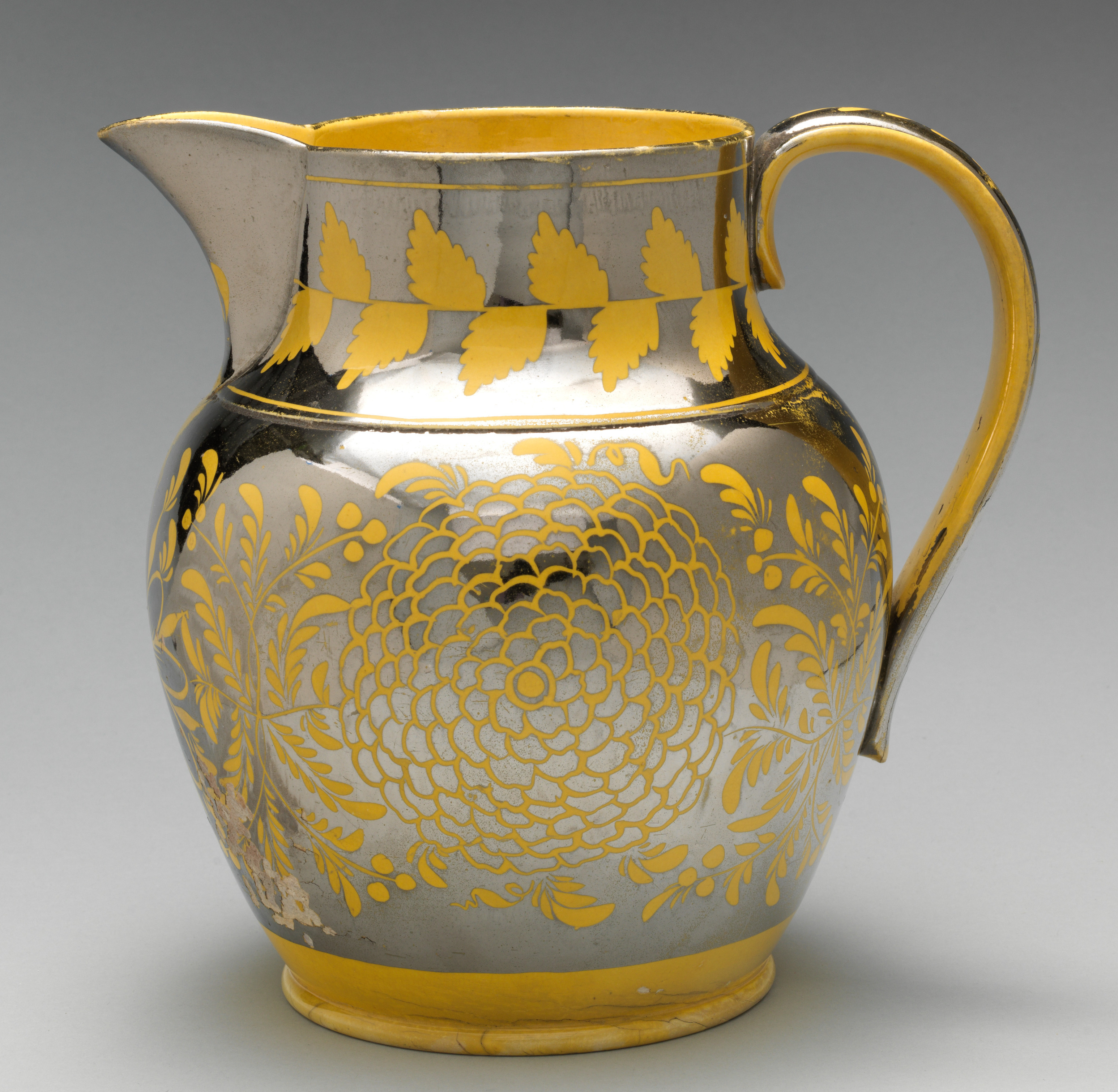
إبريق فخار ستافوردشاير، ج. 1815

الخزف المصقول أو اللستر أو الآنية المُزَجَّجة هو نوع من الفخار أو الخزف مع طلاء معدني يعطي تأثير التقزح اللوني. يتم إنتاجه بواسطة أكاسيد معدنية في طبقة نهائية مزججة، والتي يتم إطلاقها مرة ثانية عند درجة حرارة منخفضة في «فرن دثر»، أو فرن اختزال، باستثناء الأكسجين.
تم تطوير تقنية الخزف المصقول لأول مرة في بلاد ما بين النهرين (العراق الحديث) في أوائل القرن التاسع. تم تزيين معظمها في البداية بأنماط هندسية، وبحلول القرن العاشر، تم تطوير نمط عراقي مع تصميم يهيمن عليه شخص أو شخصان كبيران. بعد الفتح الفاطمي لمصر عام 969، أصبحت مركزًا كبيرًا لإنتاج الخزف المصقول حتى سقطت الخلافة الفاطمية عام 1171، بعد وقت قصير من حرق حي الفخاري في الفسطاط (القاهرة) عام 1169. يُعتقد أن خزفي الفسطاط انتشروا في كل من سوريا وبلاد فارس، وتظهر الأواني اللامعة هناك في هذا الوقت تقريبًا. في وقت لاحق أدت الفتوحات المدمرة للمغول وتيمور إلى تعطيل هذه الصناعات. امتدت هذه التقنية إلى الأندلس (شبه الجزيرة الأيبيرية الإسلامية). تم إنتاج معظم الخزف الإسباني-المغربي ذات البريق في إسبانيا المسيحية، خاصة في منطقة بلنسية، وبعد ذلك برشلونة.

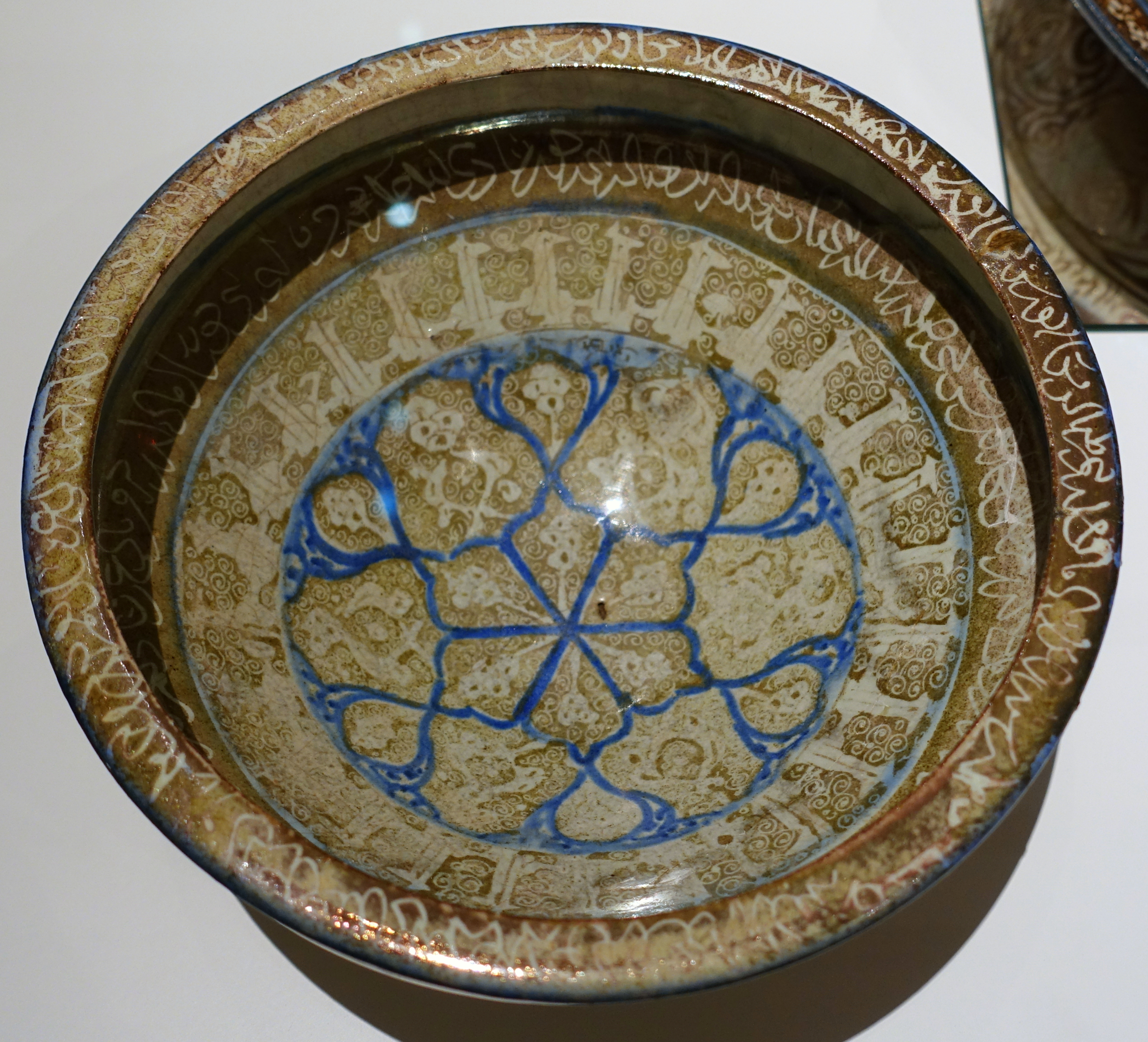
طبق فريت، بلاد فارس، القرن الثالث عشر

يظهر اللمعان في ماجوليكا الإيطالية حوالي عام 1500، وأصبح تخصصًا لمدينتين صغيرتين نسبيًا من الفخار، غوبيو، المشهور باللون الأحمر الياقوتي الغني، وديروتا. حوالي عام 1550، بدأت مدينة أصغر، غالدو تادينو، أيضًا في صنع بعضها، لمدة قرن تقريبًا، والتي كانت آخر بريق لعصر النهضة، توقف جوبيو حوالي عام 1570، وديروتا حوالي عام 1630. كان هناك انتعاش في إنجلترا ودول أوروبية أخرى في أواخر القرن الثامن عشر، عندما كان لابد من إعادة اختراع التقنيات إلى حد كبير، واستمرت حتى القرن التاسع عشر وما بعده. في هذه الأثناء، عاد البريق الفارسي، بعد إنتاج قليل جدًا منذ القرن الرابع عشر، إلى الحياة تحت حكم الصفويين بين حوالي 1650 و1750، للأواني الأنيقة، وخاصة المزهريات والزجاجات، المطلية بكثافة بتصاميم نباتية.

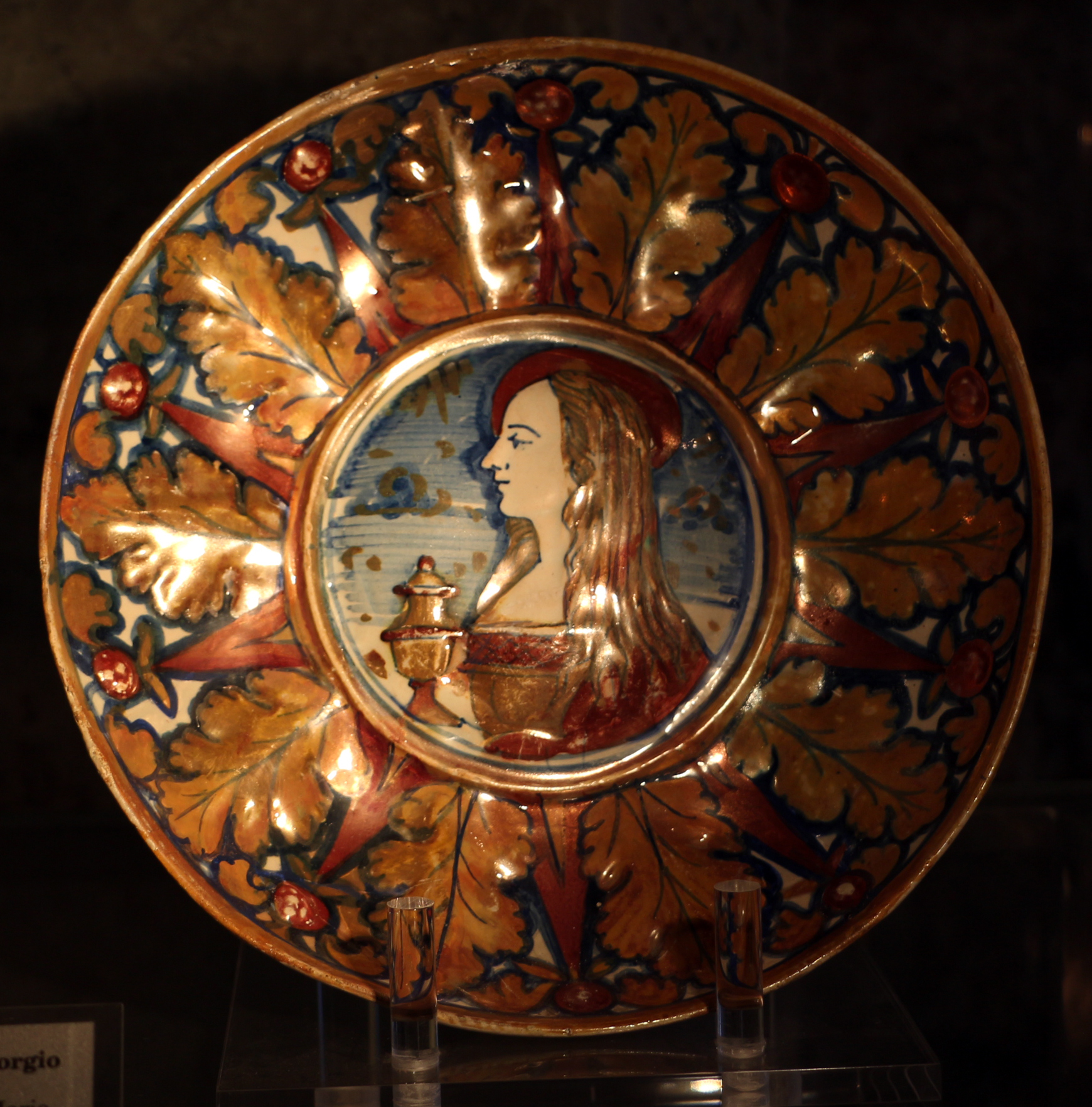
مريم المجدلية على طبق المايوليكا الإيطالي، جوبيو، 1530-40

تأثير الخزف اللامع هو طلاء نهائي يتم تطبيقه فوق طبقة التزجيج الخزفية، ويتم تثبيته بإشعال ثانية خفيفة، باستخدام كميات صغيرة من المركبات المعدنية (بشكل عام من الفضة أو النحاس) ممزوجة بشيء لجعله قابلاً للطلاء (الطين أو المغرة). يتم إطلاق هذا بعد ذلك في جو مختزل عند درجة حرارة عالية بما يكفي «لتليين» التزجيج من الحرق الأول، وتحطيم المركبات المعدنية، تاركًا طبقة رقيقة جدًا («ربما تكون بسمك 10 أو 20 ذرة») التي تلتحم مع الصقيل الرئيسي، ولكنه معدن بشكل أساسي. عادةً ما تستخدم الخزف اللامع لونًا واحدًا لكل قطعة، والنطاق محدود - كان «الذهب» المشتق من مركبات الفضة هو الأكثر شيوعًا تاريخيًا.

## معالجة
في العملية الكلاسيكية لصنع الأواني اللامعة، يتم تحضير أملاح معدنية من النحاس أو الفضة، ممزوجة بالخل، والمغرة، والطين على سطح قطعة سبق أن تم حرقها وصقلها. يُحرق الوعاء مرة أخرى في فرن به جو مختزل، عند حوالي 600 درجة مئوية. يتم اختزال الأملاح إلى معادن وتتحد في شكل جزيئات نانوية. تعطي هذه الجسيمات الطبقة الزجاجية الثانية مظهرًا معدنيًا.
لطالما كانت العملية باهظة الثمن وغير متوقعة إلى حد ما، وتتطلب دائمًا إحراقين، وغالبًا ما تستخدم مواد باهظة الثمن مثل الفضة والبلاتين. غالبًا ما تكون الطبقة الرقيقة جدًا من اللمعان حساسة، وتتلف العديد من أنواع الأواني اللامعة بسهولة عن طريق خدش إزالة الطبقة المعدنية، أو عن طريق ملامسة الأحماض، وربما بمرور الوقت حتى الأحماض الخفيفة في الطعام. لذلك كانت الأدوات اللامعة دائمًا للعرض والاستخدام العرضي بدلاً من الاستخدام المنتظم الثقيل، على الرغم من أنها قد تكون رخيصة نسبيًا بحلول القرن التاسع عشر. تظهر العديد من القطع تأثير اللمعان يعمل فقط بشكل صحيح على أجزاء من السطح، أو لا يعمل على الإطلاق. على ما يبدو كانت هذه لا تزال تعتبر صالحة للبيع.

## أواني إسلامية

### سوابق فين الزجاج
تم استخدام الزخرفة ذات البريق لأول مرة كأسلوب للرسم على الزجاج. في حين يرى بعض العلماء أن هذا اختراع إسلامي بحت نشأ في الفسطاط، فإن معظمهم يضعون أصول الزخرفة اللامعة في مصر الرومانية والقبطية خلال القرون التي سبقت ظهور الإسلام. عُرف تلطيخ الأواني الزجاجية بأصباغ نحاسية وفضية منذ حوالي القرن الثالث بعد الميلاد، على الرغم من أن تقنية البريق الحقيقي ربما بدأت في وقت ما بين القرنين الرابع والثامن الميلاديين. الكثير من المعرفة بسلوكيات المركبات المعدنية جاءت بدورها من الأشغال المعدنية، حيث تم تطوير بدائل أرخص للذهب في التذهيب قبل ذلك بكثير.
جزء من الزجاج اللامع من الفسطاط يعود تاريخه إلى 779-780، وصُنع وعاء (متحف كورنينغ للزجاج) في دمشق بين عامي 718 و814، وإلا فإننا نعرف القليل عن تاريخ هذه التقنية على الزجاج. تم استخدام البريق في الزجاج الإسلامي لفترة وجيزة فقط، ولم ينتشر إلى مناطق أخرى كما فعل البريق في الفخار.

### بلاد ما بين النهرين

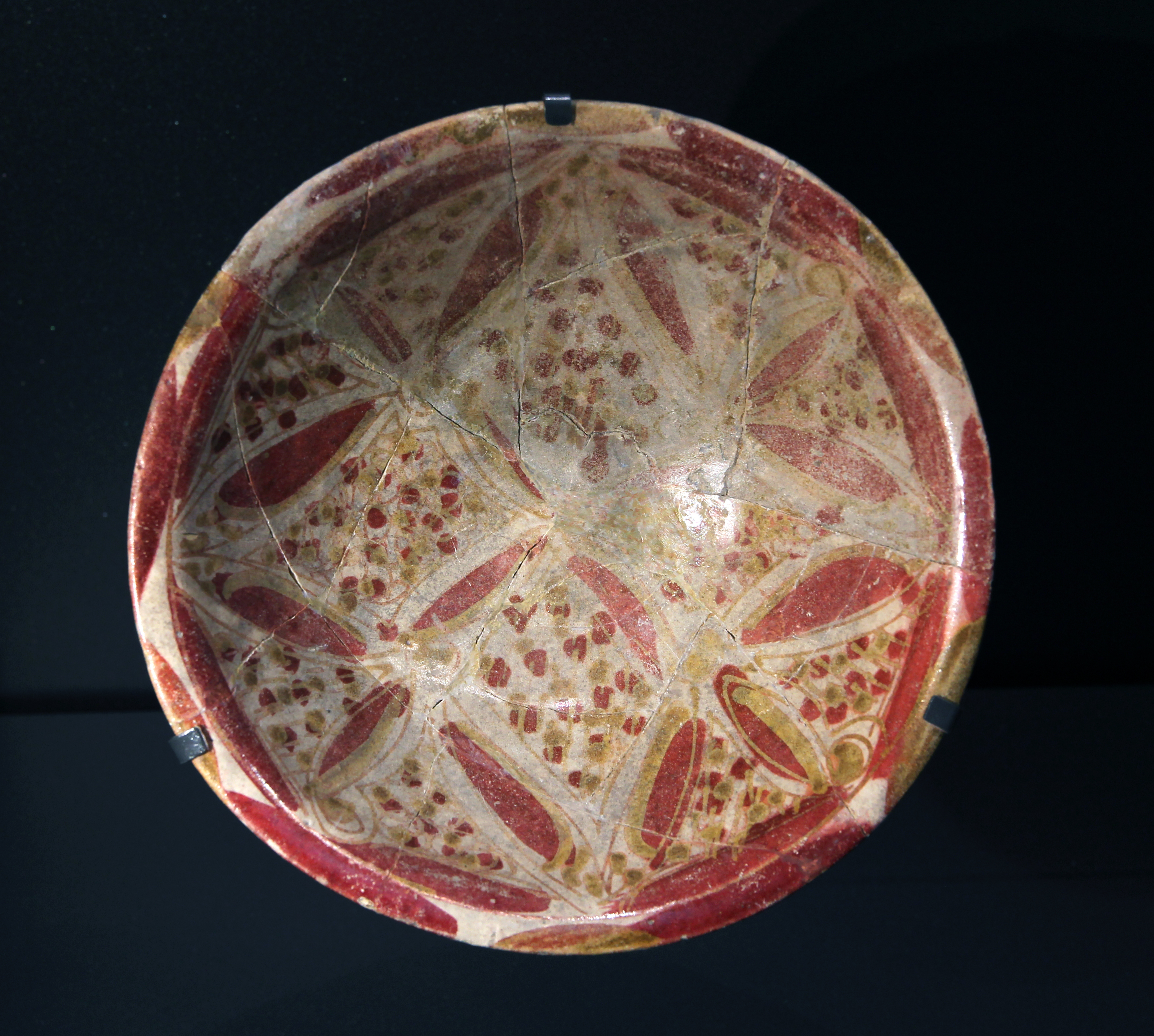
وعاء من العراق، منتصف الثمانينيات. تقنية اللمعان. غرفة 42-43، المتحف البريطاني. 1956، 0728.2

من المحتمل أن يكون الفخار المصقول الأول قد صنع في عهد الخلافة العباسية في العراق الحديث في أوائل القرن التاسع، حول بغداد والبصرة والكوفة. كانت معظم القطع عبارة عن أوعية صغيرة يصل عرضها إلى حوالي 16 سم، ولكن تم العثور على أجزاء من أواني أكبر، خاصة عند أنقاض قصر الخليفة في سامراء وفي الفسطاط (القاهرة الحديثة). تم العثور على شظايا في أماكن بعيدة مثل إسبانيا وشمال أفريقيا وباكستان. على عكس الغالبية العظمى من الأواني اللامعة اللاحقة، استخدمت هذه القطع المبكرة ثلاثة أو أربعة ألوان لامعة مختلفة، من مركبات الفضة والنحاس.
تم تزيين الأشكال الأولى من الخزف اللامع بثلاثة إلى أربعة ألوان، ولكن مع مرور الوقت تم تقليل الألوان المستخدمة إلى لونين. جادلت الدراسات الحديثة بأن التفضيل بين متعدد الألوان وأحادي اللون له علاقة بسعر المواد و / أو التوافر. هذا يؤدي إلى إنتاج المزيد من الأواني أحادية اللون على متعدد الألوان.
تم إنتاج الخزف المصقول الإسلامي في الغالب في أسفل بلاد ما بين النهرين خلال القرنين التاسع والعاشر. في الجامع الكبير بالقيروان، تونس، تم تزيين الجزء العلوي من المحراب ببلاط لامع متعدد الألوان وأحادي اللون. يعود تاريخ هذا البلاط إلى عام 862 إلى 863، وقد تم استيراده على الأرجح من بلاد ما بين النهرين. إن ذكريات المعدن اللامع، وخاصة الذهب، جعلت الأواني اللامعة جذابة بشكل خاص. كانت الأوعية مطلية بنقوش وتصاميم زخرفية. تم توقيع بعض القطع من قبل صانعيها، وكان هذا بمثابة مؤشر على الإعجاب تجاه كل حرفي. كانت التجارة في الشرق الأوسط شائعة جدًا.

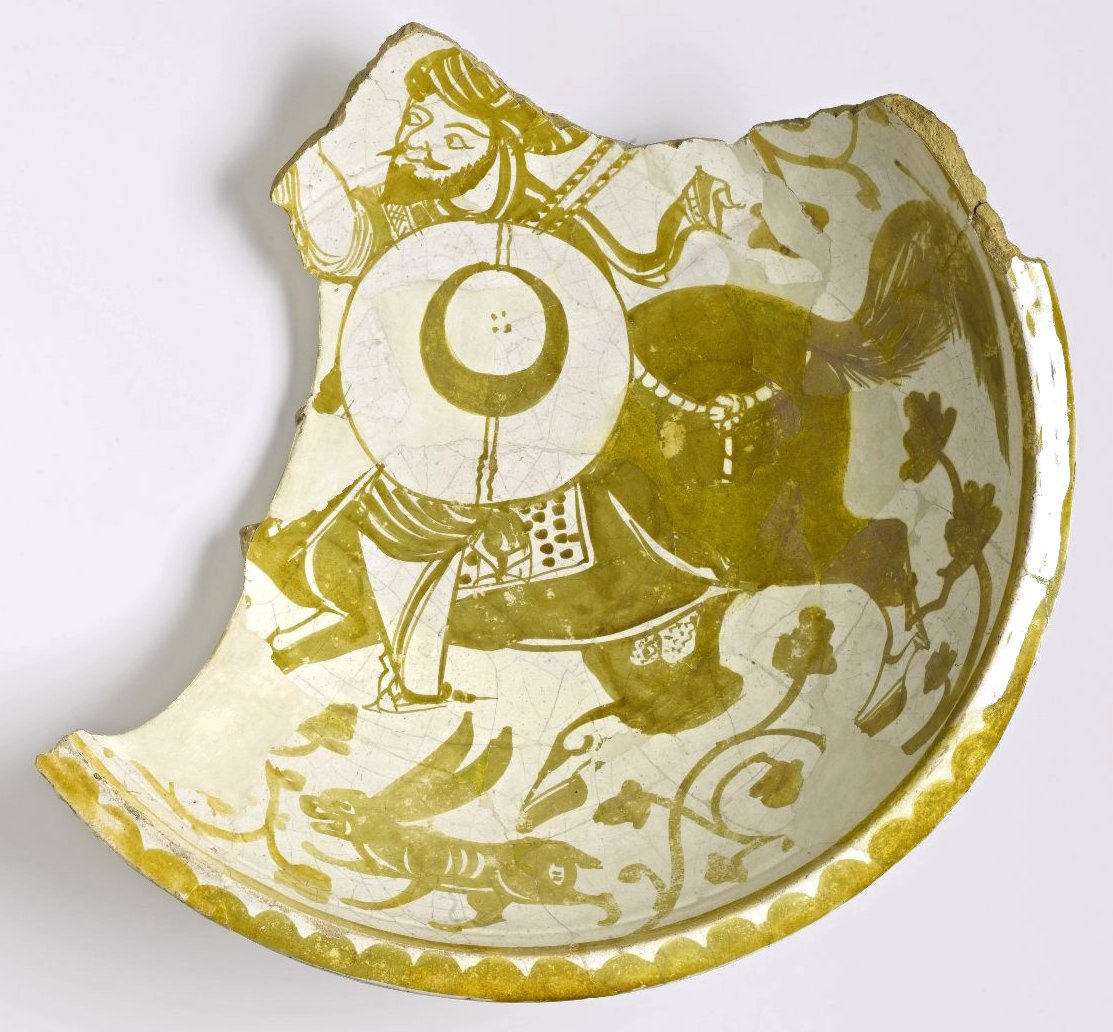
قطعة من الزبدية من القرن الحادي عشر، عليها فرسان، مصر، الأسرة الفاطمية

تم تداول الأواني العباسية اللامعة داخل العالم الإسلامي. كانت مدينة بغداد بإيران والمدن المحيطة بها جزءًا من نظام طريق الحرير الاقتصادي للتجارة خلال هذه الفترة. كانت هناك حركة للبضائع المتولدة بين العراق والصين والتي أدت إلى محاكاة فنية لكلا الطرفين، وكذلك بعض عمليات نقل التقنيات، لا سيما في مجال السيراميك.
يمكن التمييز بين بعض الأواني البراقة العباسية من خلال التصميم التصويري مقابل التصميم النباتي حيث يشتمل بعضها على أيقونات ويظهر البعض الآخر الحياة النباتية. عرض البعض النباتات والأشكال. في هذا الوقت، كان هناك تفضيل جمالي لتغطية سطح الأشياء بالكامل بزخارف زخرفية، وهذا هو الحال أيضًا بالنسبة للسيراميك المصقول. عندما ظهرت الأواني اللامعة في الثقافات والبلدان الأخرى، تم تقديم زخرفة أقل. يمكن أن تكون الأواني العباسية اللامعة متعددة الألوان أو أحادية اللون عندما يتعلق الأمر بالألوان الموجودة في الخزف. يقال إن أنواع الألوان المختلفة تشترك في جودة الأسطح المتغيرة في ظل ظروف مختلفة. كان الخزافون العباسيون عادة يزينون الأوعية متعددة الألوان بأنماط نباتية وهندسية، في حين أن الأوعية الأحادية اللون عادة ما تحتوي على أشكال كبيرة موضوعة في الوسط. إنهم حساسون بصريًا ويمكن أن يتغير مظهرهم بشكل كبير في ظروف معينة.

### مصر الفاطمية
كانت المحكمة الفاطمية في مصر، على الرغم من أن الخلفاء في وقت قريب «أكثر قليلاً من دمى سياسية لوزرائهم»، كانت كبيرة وغنية وباهظة الثمن، وأنتجت واحدة من أعظم فترات الفخار اللامع، والتي كانت النوع الوحيد من الفخار الفاخر في ذلك الوقت. كانت الأواني الخزفية المصنوعة من الصلصال «مصنوعة من الصلصال الخشن» ومعظمها «مصنوعة بشكل خشن إلى حد ما»، ولكن أفضل لوحة كانت جميلة جدًا، وعلى الطراز الفاطمي الناضج، تتميز «بحيوية استثنائية». قد يشتري الرسامون أواني زجاجية قياسية صنعها آخرون. كانت الزخرفة شديدة التنوع، مما يعكس جزئيًا مزيج التأثيرات من تقاليد بلاد ما بين النهرين السابقة، وأصول الفاطميين إلى الغرب، في شمال أفريقيا وصقلية، فضلاً عن وجود عدد من ورش العمل المختلفة.

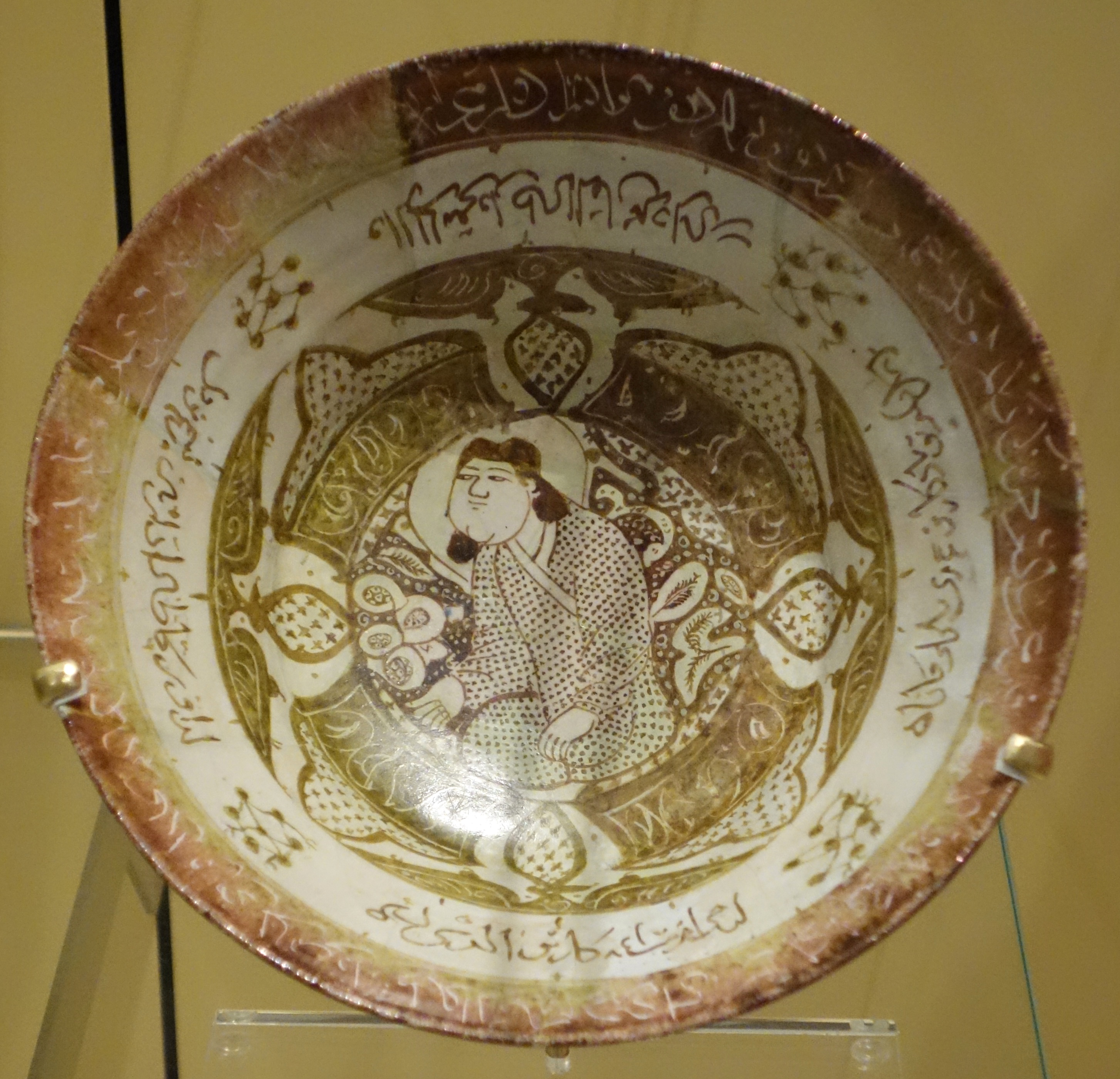
وعاء، كاشان، إيران، ج. 1260-1280

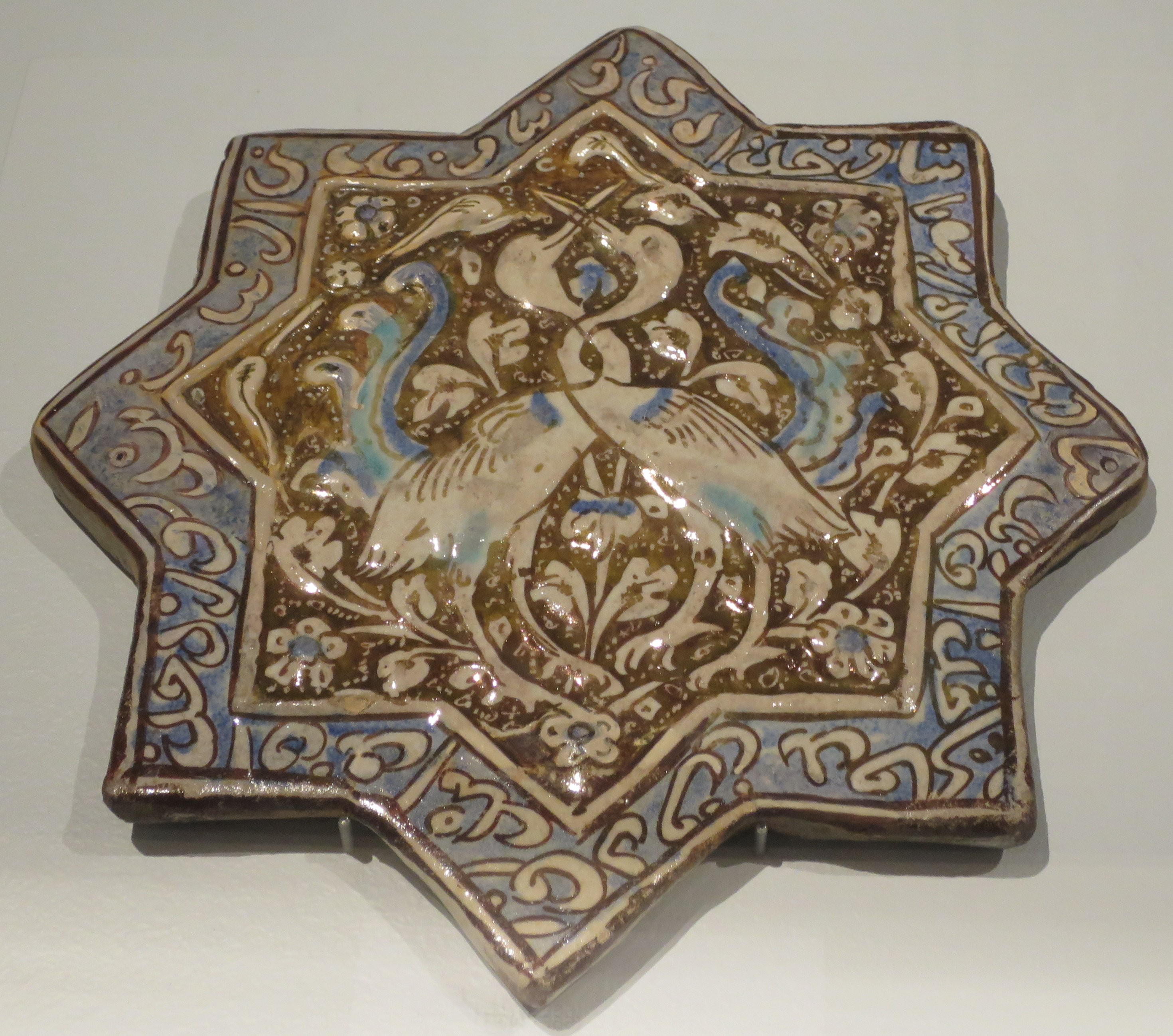
بلاط نجمي إيلخان، كاشان، من القرن الثالث عشر إلى الرابع عشر، مع رافعات متشابكة

قطعتان فقط قابلة للتأريخ، من خلال نقوش تسمي الرعاة، في وقت مبكر من الفترة، إلى عهد الخليفة الحكيم، 996-1021، الذي صنعت له قطعة واحدة. في هذه الفترة، كان النمط لا يزال يتطور من القطع السابقة، ولكن من المحتمل أن يكون قد تم إنشاء نمط جديد بألوان أكثر إشراقًا ودفئًا بحلول منتصف القرن. كانت الألوان الذهبية والأحمر والبرتقالي هي التي تثير الشمس وتعتبر ميمونة وكذلك بعض الحيوانات المرسومة.

### بلاد فارس
بدأ صنع الأواني اللامعة في بلاد فارس عندما كانت جزءًا من الإمبراطورية السلجوقية، التي كانت سلالتها الحاكمة والنخبة العليا من العرق التركي. لكن بلاد فارس كانت تحكمها سلالة خوارزميان، في البداية كخواص للسلجوق، حتى عام 1190 قطعوا هذه الروابط وحكموا بشكل مستقل حتى الغزو المغولي المدمر الذي بدأ في عام 1219. شهدت الخمسون عامًا منذ عام 1150 تطورات كبيرة في الخزف الإيراني. أولاً، تم تحسين هيكل الفريت والزجاج المستخدم عليه بشكل كبير، مما سمح بجدران أرق وبعض الشفافية من الخزف الصيني، الذي تم استيراده بالفعل إلى بلاد فارس، وكان يمثل المنافسة الرئيسية للأواني الفاخرة المحلية. تم استخدام هذا الهيكل «الخزفي الأبيض» لمجموعة متنوعة من أنماط الزخرفة، وكلها تظهر تطورات
كبيرة في الرقي. وبصرف النظر عن الخزف اللامع، كان أفخم الأنواع هو الخزف المينائي، الذي يستخدم طلاء المينا متعدد الألوان فوق التزجيج، وهو أول فخار يستخدم في ذلك. هذا يتطلب أيضًا إطلاق نار ثانٍ خفيف، جمعت بعض القطع بين التقنيتين. أقدم قطعة فارسية مؤرخة باللمعان تعود إلى عام 1179. على الرغم من أن تدفق الحرفيين من الفسطاط عادة ما يكون متوقعًا، فقد يكون هؤلاء رسامين وليسوا خزافين، حيث يتم دائمًا استخدام أشكال الأواني المحلية وجسم «الأواني البيضاء» السلجوقية. كان اللون الرئيسي للطلاء اللامع هو الذهب، يجب تمييز هذا عن التطبيق المزجج لأوراق الذهب الموجودة في العديد من قطع المناعي اللاحقة.
تم صنع الأواني اللامعة بالتأكيد في كاشان، وقد يكون هذا هو المكان الوحيد للإنتاج (كما كان على الأرجح لأواني الميناء). على الرغم من أن الغزو المغولي، الذي وصل إلى كاشان عام 1224، يبدو أنه قلل بشكل كبير من الإنتاج حتى أربعينيات القرن الثاني عشر، للحكم على أساس القطع المؤرخة، إلا أنه استمر، في البداية مع تغيير بسيط في الأسلوب. لم يكن هذا هو الحال بالنسبة لأواني الميناء التي تختفي فعليًا بعد عام 1219.

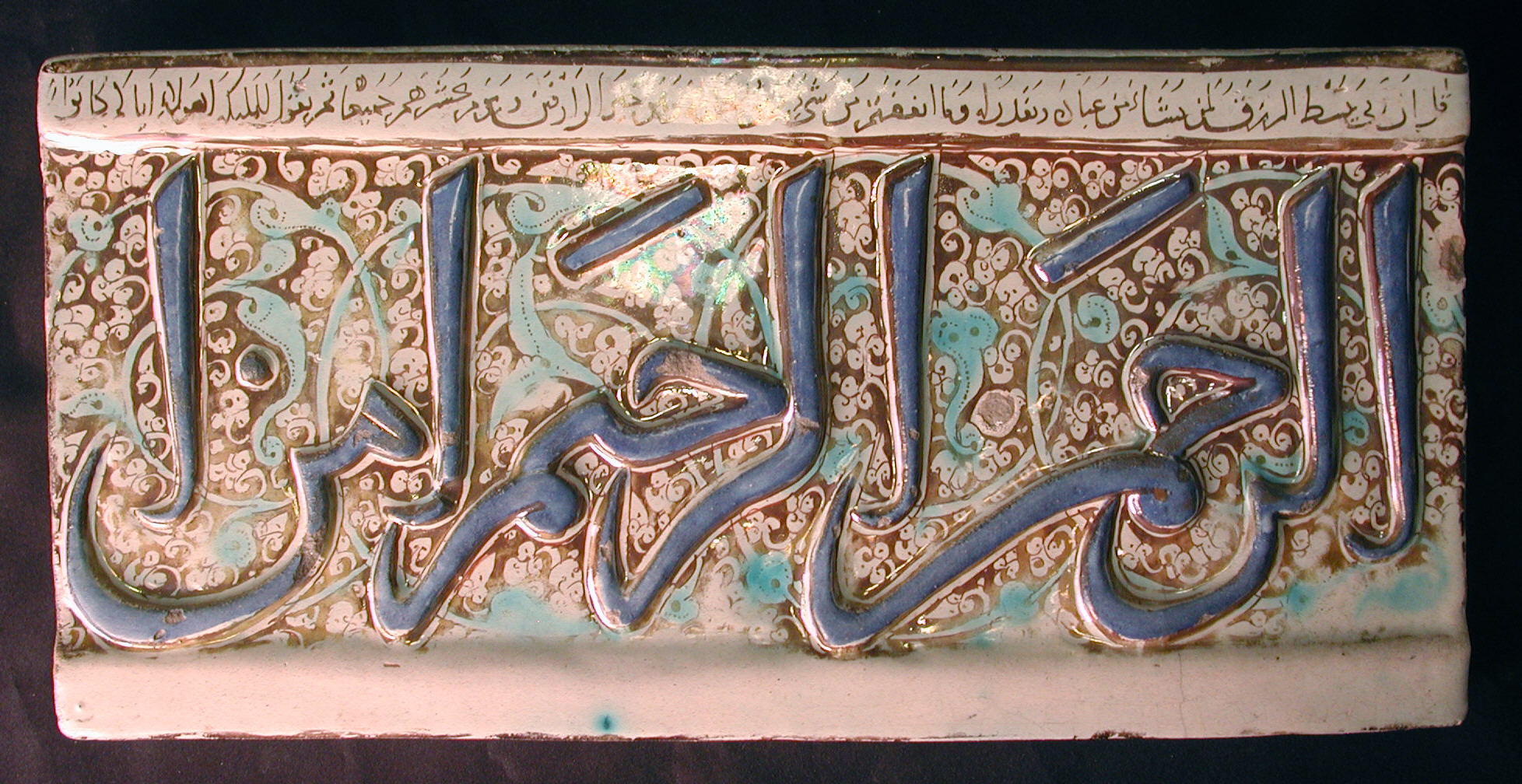
بلاطة من أوائل القرن الرابع عشر عليها نقش: حروف مكتوبة بأزرق الكوبالت المزجج، وخلفية الأرابيسك متلألئة. ربما كاشان.

كان جزء كبير من إنتاج الخزف المصقول الفارسي على شكل بلاطات، عادة ما تكون على شكل نجمة، مع أشكال حيوانات أو بشرية مركزية، معظمها مفردة أو في أزواج،
وزخارف حول الحواف، وأحيانًا نقوش. كانت النجمة ذات الثمانية نقاط هي القاعدة، حيث تم صنع مستطيلين مع دوران واحد، لكن النجوم السداسية شائعة أيضًا. لملء الفراغ بالبلاط، نجوم ثمانية الرؤوس مزودة بصلبان بأذرع مدببة. كانت تفتقر إلى منطقة مركزية كبيرة وتحتوي إما على زخرفة فقط، أو عدد من الأشكال الصغيرة، وعادة ما تكون طيور الحيوانات. تم العثور أيضًا على مربعات مربعة وأشكال أخرى. من الواضح أن البلاط كان يُنتَج بأعداد كبيرة (ولصقه بالجدران لا شك أنه نجا بشكل أفضل من الأواني المستخدمة)، وأصبحت كاشي أو كاشاني «الكلمة الفارسية المعتادة للبلاط». عادةً ما تجمع اللوحة بين لوحة الكوبالت الأزرق تحت التزجيج مع لمعان التزجيج، وغالبًا ما تكون لوحة الأشكال عبارة عن رشقات نارية على البلاط مقارنةً بتلك الموجودة على السفن.
استمر إنتاج البلاط والأواني في عهد الإيلخانيين المنغوليين، مع بعض الانخفاض في جودة الجسم، والتزجيج، والتشطيب اللامع والرسم، و «أصبح الرسم أثقل قليلاً، والمزاج أقل غنائية». هناك فجوة في البلاط القديم بين عامي 1224 و1250، وتوقفت الأمثلة في عام 1339، عندما توقف إنتاج البريق، ربما جزئيًا بسبب وصول الموت الأسود في بلاد فارس. كان اللمعان على السفن في انخفاض بالفعل من حوالي 1300. كان الإيلخانيون في ذلك الوقت يتعاملون مع اللمعان «على أنه مرافقة غنية للألوان الأخرى أكثر من كونه صبغة سائدة بمفردها».
بعد فجوة استمرت عدة قرون في الإنتاج الفارسي، تم إحياؤها في الفترة الصفوية من حوالي ثلاثينيات القرن السادس عشر، بأسلوب مختلف نوعًا ما، وعادة ما تنتج قطعًا صغيرة ذات تصميمات غالبًا بلون نحاسي داكن على خلفية زرقاء داكنة (كوبالت). على عكس الأواني الفارسية الأخرى في تلك الفترة، تستخدم هذه الأشكال والزخارف الشرق أوسطية التقليدية بدلاً من الأشكال المستوحاة من الصين، كما أنها لا تأخذ أشكالها من الأدوات المعدنية. تميزت التصميمات بأشكال نباتية وحيوانات، وتتدفق بشكل عام بحرية على السطح بالكامل، وعادة ما تشغل أكثر من نصف مساحة السطح. يبدو أن الإنتاج، الذي لم يكن كبيرًا على الإطلاق، كان في الغالب من حوالي 1650 إلى 1750، ولكن مع إنتاج سلع أدنى مستوى في القرن التاسع عشر. غالبًا ما يُعتقد أنه تمركز في كيرمان، على الرغم من عدم وجود أدلة مؤكدة.

### سوريا

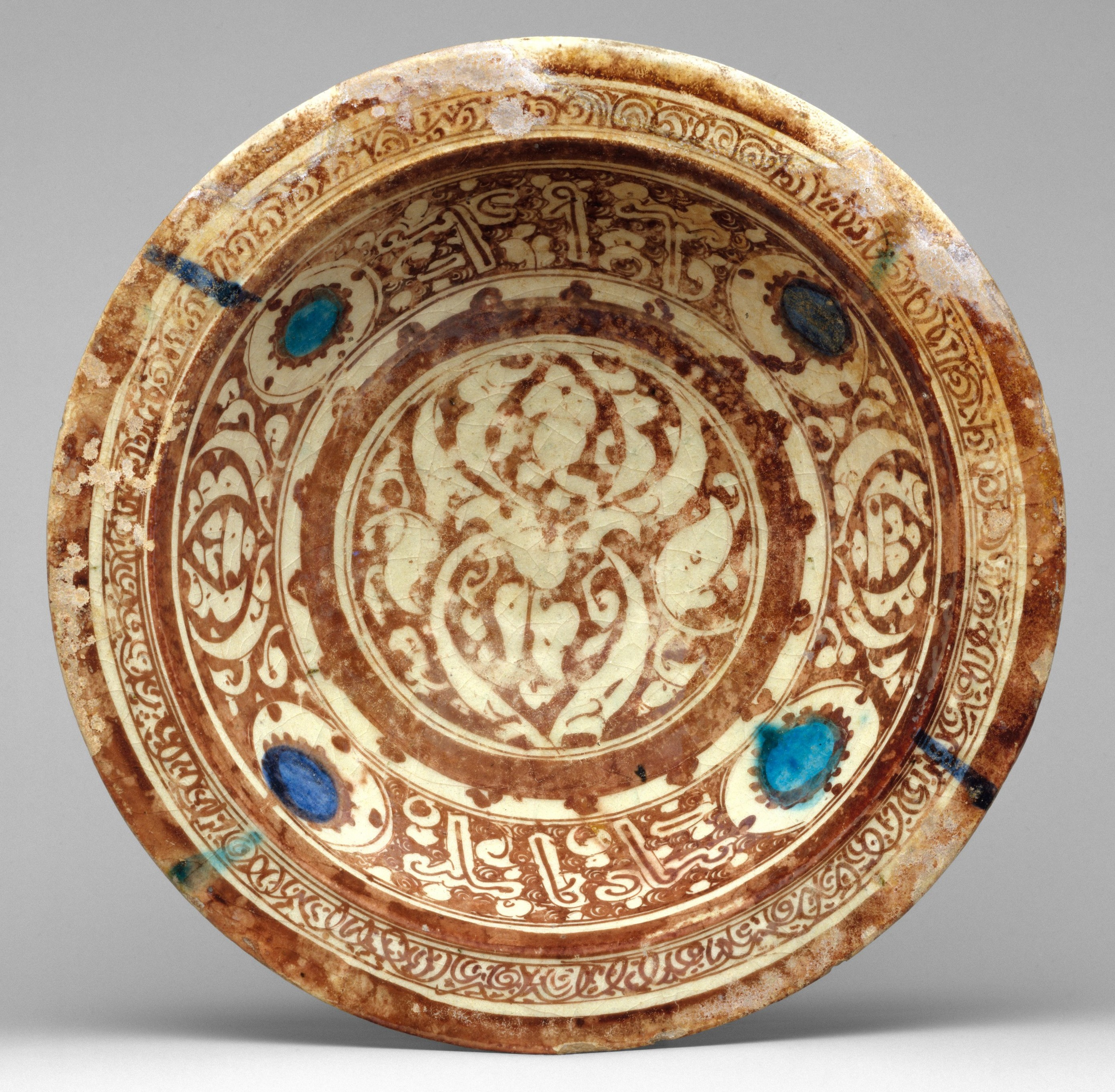
سلطانية، خزنة الرقة، سوريا، حوالي 1200

كما هو الحال في بلاد فارس، بدأت الأواني اللامعة مع تشتت رسامي الخزف المصريين حوالي عام 1170. يستمر أسلوب الرسم في تطوير الأنماط والموضوعات الفاطمية، في حين أن جسم الطين وأشكال الأواني مختلفة، مما يشير إلى أن الخزافين المحليين عملوا مع الرسامين المهاجرين. يُعرف هذا النوع الأول باسم خزانات أخبر مينيز، على اسم الموقع الذي تم التنقيب فيه لأول مرة (ولكن ليس بالضرورة مكان صنعها). بدأوا قرب نهاية عهد نور الدين زنكي (المتوفى 1174)، وربما تكون المحكمة قد عززت عن عمد الجمع بين الحرفيين، وربما من بينهم بعض من بلاد فارس. التصاميم هي «في الغالب تراكيب متدفقة مرسومة بحرية تستند إلى موضوعات بشير خير: وجوه الشمس، والأسماك، وأقمار الهلال، وشخصيات الحاشية» وغيرها.
توقفت منتجات أخبر مينيس في حوالي عام 1200، أي عندما بدأ إنتاج جديد ومختلف تمامًا في الرقة، واستمر حتى دمر المغول المدينة في عام 1259. كان البريق نوعًا واحدًا فقط من الإنهاء المطبق على بعض الأوعية من الأنواع المعتادة المصنوعة هناك. في أدوات الرقة، تتكون اللوحة في الغالب من أشكال ونقوش نباتية أو «حروف وهمية»، وهي منظمة هندسية لإضفاء «شخصية كريمة وضخمة». لا يبدو أن للبضائع سياق في رعاية المحكمة. كانت الزجاجات إما شفافة، وكشفت عن جسم أبيض مصفر أو زلة بيضاء، أو أعطت ألوانًا داكنة مختلفة إلى حد ما، يُعتقد عادةً أنها تظهر الأواني اللاحقة. أدى التفاعل بين هذه الزجاجات الداكنة واللمعان إلى خلق عالم من نصف ضوء متحرك وهادئ وغامض، ربما كان له تأثير على الأواني الإسبانية والإيطالية اللامعة ذات البريق فوق التزجيج الأزرق، تم العثور على بعض الأمثلة السورية في أوروبا.

بعد سقوط الرقة، ظهرت تقنية البريق فيما بعد في دمشق، حتى استولى تيمور على المدينة عام 1401، مما أدى إلى إنهاء المصقول السورية. وصلت سلع دمشق أيضًا إلى أوروبا، وفي كل من إسبانيا وإيطاليا، توجد سجلات وثائقية من القرن الخامس عشر تصف الأواني اللامعة المحلية بعبارات مثل "a la domasquina ... dauratos et de cafre argentatos" (عمولة لفخاري مانيس، 1414). تشير أوجه التشابه بين أساليب الرسم السورية والإسبانية إلى أن بعض الرسامين اللاجئين ربما وصلوا إلى أوروبا.

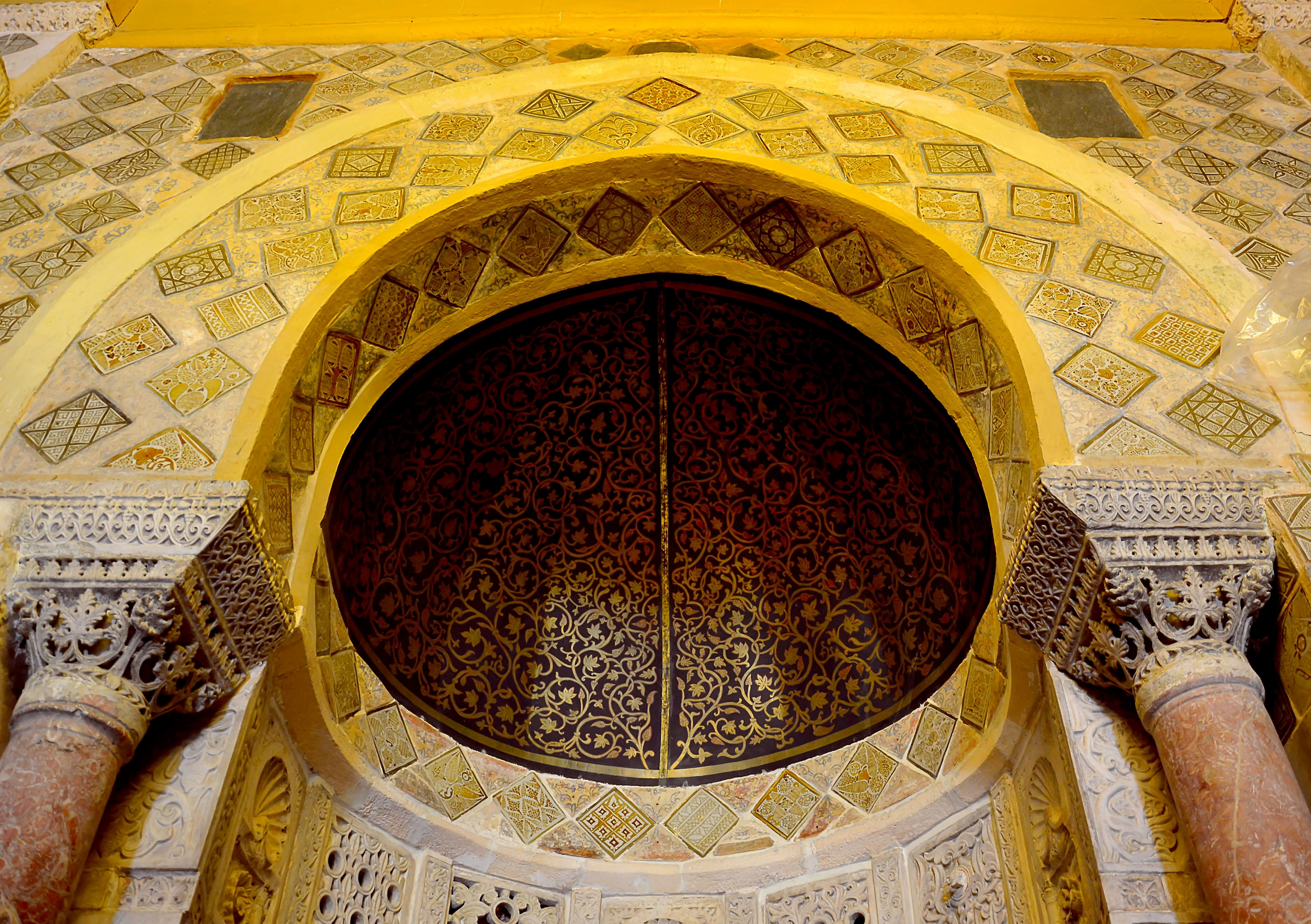
محراب ببلاط لامع من القرن التاسع، مسجد عقبة (أو الجامع الكبير في القيروان)، تونس
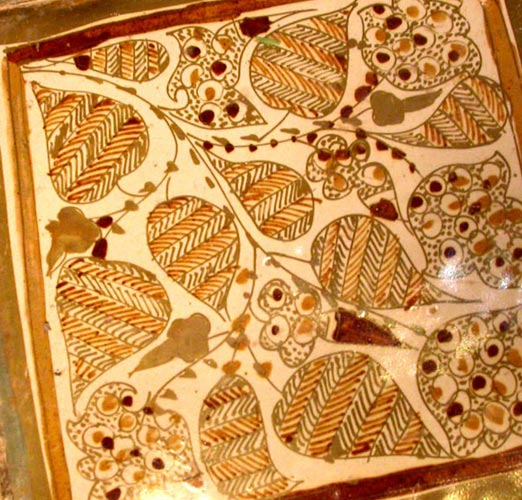
بلاطة واحدة من محراب القيروان
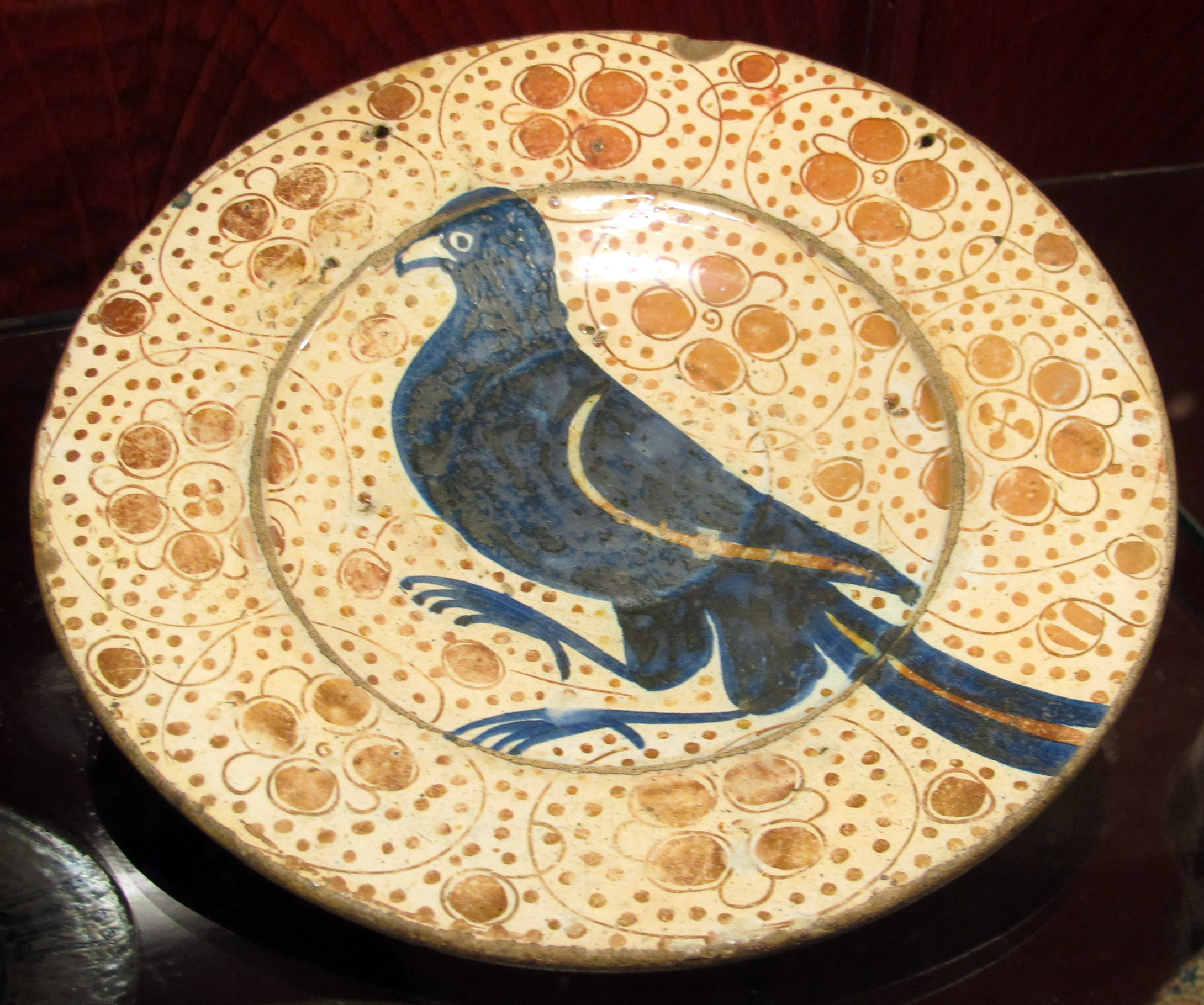
طبق خزف إسباني-مغربي، مانيسيس، 1400-60
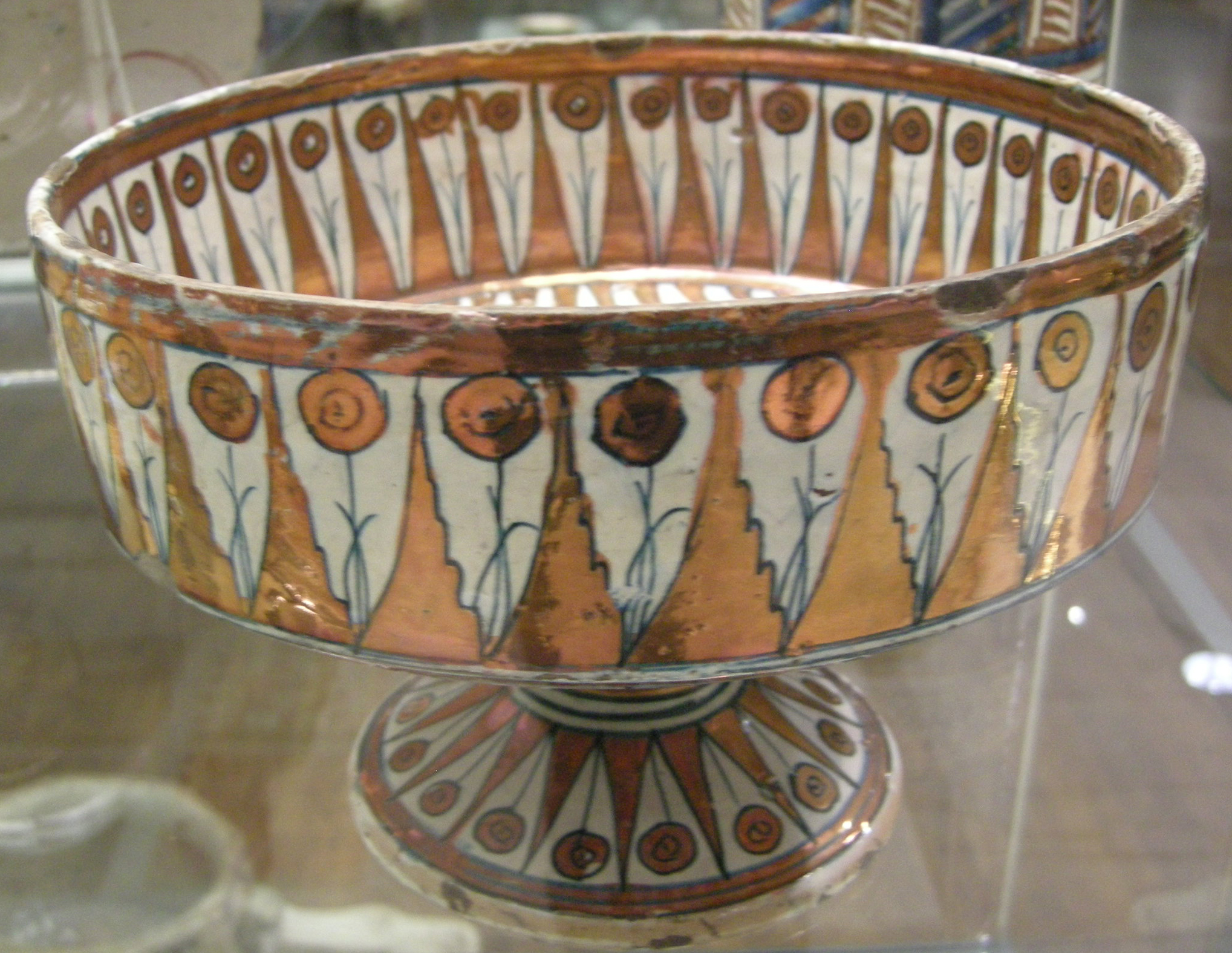
زبدية خزف إسباني-مغربي، الأندلس، 1500-1550
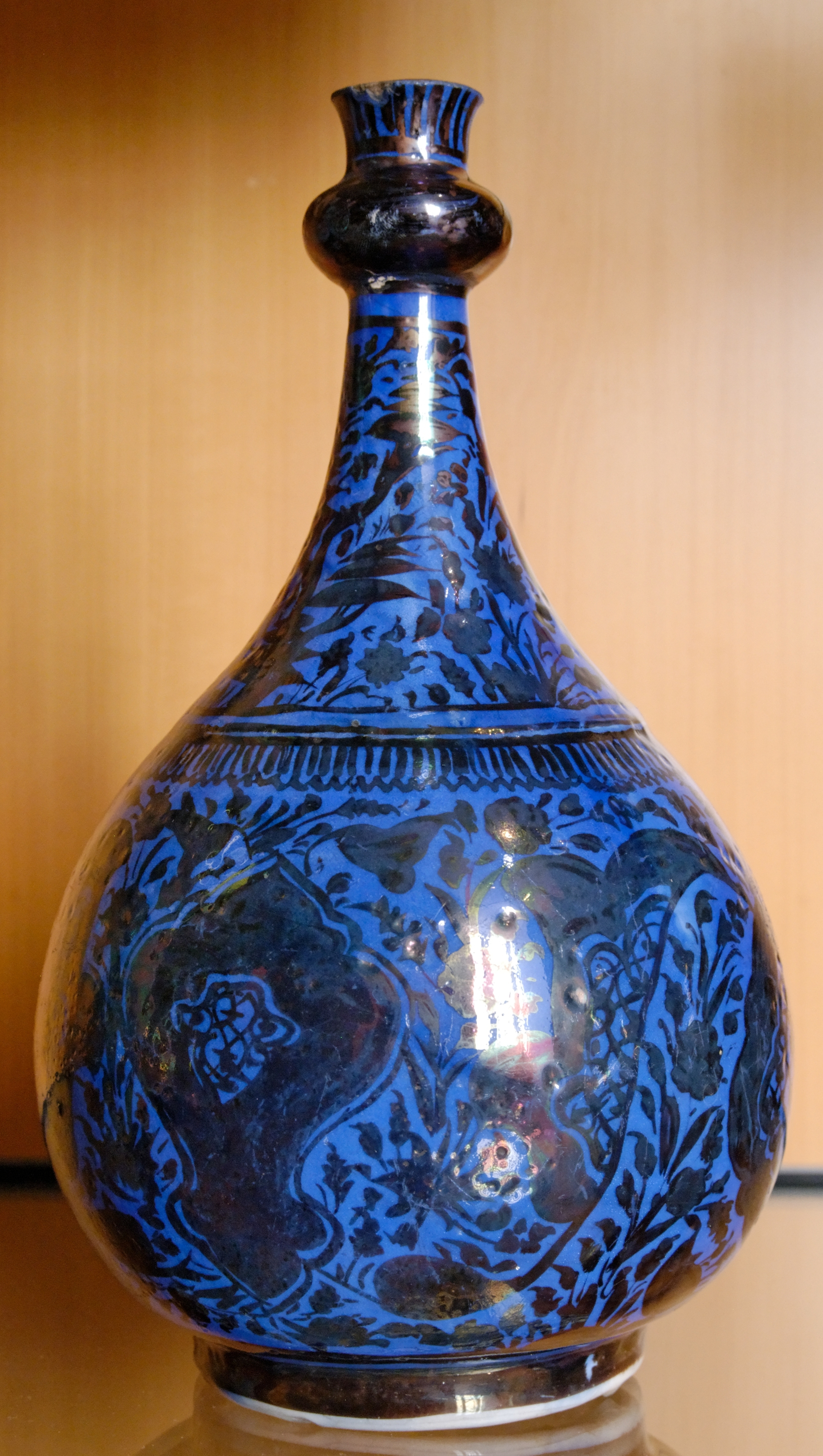
إبريق النبيذ الصفوي، إيران، النصف الثاني من القرن السابع عشر، ربما كان في الأصل مع مجموعة من الأكواب المطابقة

## أواني حديثة

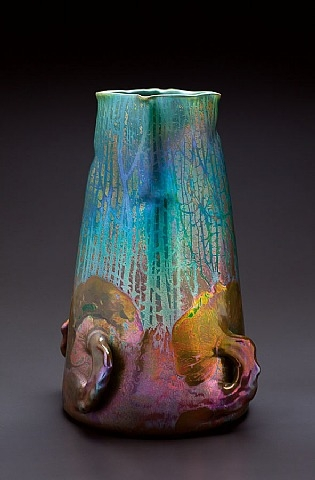
إناء من الخزف اللامع لكليمنت ماسير، حوالي عام 1900

ينتج البريق المعدني من نوع آخر أواني براقة إنجليزية، والتي تضفي على قطعة من الفخار مظهر قطعة من الفضة أو الذهب أو النحاس. استخدم اللمعان الفضي معدن البلاتين الجديد، الذي تم تحليل خصائصه الكيميائية في نهاية القرن الثامن عشر، اخترع جون هانكوك من هانلي، ستافوردشاير تطبيق تقنية البلاتين، و«وضعها موضع التنفيذ في مصنع السيد سبود، من أجل السادة. دانيلز وبراون»، حوالي عام 1800. تم إذابة كميات مخففة جدًا من مسحوق الذهب أو البلاتين في ماء ملكي وإضافتها إلى أرواح القطران للبلاتين ومزيج من زيت التربنتين وزهور الكبريت وزيت بذر الكتان للذهب. تم وضع الخليط على الخزف المصقول وحرقه في فرن بالمينا، مما أدى إلى ترسيب طبقة رقيقة من البلاتين أو الذهب.
أنتج البلاتين مظهر الفضة الصلبة، وكان يستخدم للطبقة الوسطى بأشكال مماثلة لتلك الاستخدامات لخدمات الشاي الفضي، كاليفورنيا. 1810-1840. اعتمادًا على تركيز الذهب في المركب اللامع والجزء السفلي الذي تم تطبيقه عليه، يمكن تحقيق مجموعة من الألوان، من الوردة الباهتة والخزامى إلى النحاس والذهب. يمكن طلاء اللمعان الذهبي أو استنسله على الأواني، أو يمكن تطبيقه في تقنية المقاومة، حيث تكون الخلفية لامعة بقوة، ويظل التصميم بلون الهيكل. في تقنية المقاومة، على غرار الباتيك، تم طلاء التصميم بالغراء والحجم في مركب الجلسرين أو العسل، ويتم تطبيق اللمعان عن طريق الغمس، ويتم غسل المقاومة قبل إطلاق القطعة.
أصبحت الأواني اللامعة شائعة في فخار ستافوردشاير خلال القرن التاسع عشر، حيث تم استخدامها أيضًا من قبل ويدجوود، الذي قدم أدوات لامعة باللونين الوردي والأبيض تحاكي تأثيرات أم اللؤلؤ في الأطباق والأوعية المصبوبة بأشكال الأصداف، والبريق الفضي، والذي تم تقديمه في ويدجوود في عام 1805. في عام 1810، حصل بيتر واربورتون من مصنع نيو هول للخزف على براءة اختراع لطريقة نقل الطباعة بالبريق الذهبي والفضي. تشتهر أدوات سندرلاند اللامعة في الشمال الشرقي بأوانيها المصقولة ذات اللون الوردي، كما تم إنتاج الأواني اللامعة في ليدز، يوركشاير، حيث ربما قدم توماس لاكين هذه التقنية.
أنتجت أدوات ويدجوود اللامعة المصنوعة في عشرينيات القرن التاسع عشر إنتاج كميات كبيرة من النحاس والأواني الفضية اللامعة في إنجلترا وويلز. كانت الأباريق الكريمية المزودة بفوهات مفصلة ومقابض مطبقة بدقة هي الأكثر شيوعًا، وغالبًا ما تتميز بشرائط زخرفية منمقة باللون الأزرق الداكن والأصفر الكريمي والوردي والأكثر ندرة باللون الأخضر الداكن والأرجواني. تم أيضًا إنشاء أنماط بارزة متعددة الألوان تصور مشاهد رعوية، وتم دمج الرمال أحيانًا في التزجيج لإضافة نسيج. تم إنتاج الأباريق بأحجام مختلفة من أباريق الكريمة إلى أباريق الحليب الكبيرة، وكذلك أباريق القهوة الصغيرة وأباريق الشاي. جاءت أطقم الشاي بعد ذلك بقليل، وعادةً ما تحتوي على أدوات تقشير وأوعية سكر وأوعية مائلة.
يبدو أن أباريق كبيرة مع مشاهد تذكارية مطبوعة تم نقلها قد وصلت في منتصف القرن التاسع عشر تقريبًا. كانت هذه ديكورات بحتة وتتطلب أسعارًا عالية اليوم بسبب روابطها التاريخية. تم إنتاج بريق دقيق يقلد عرق اللؤلؤ بواسطة ويدجوود وفي بيليك في منتصف القرن، مشتق من نترات البزموت.
تحت زخم الحركة الجمالية، أعاد ويليام دي مورغان إحياء الخزف اللامع في الفخار الفني، مستمدًا من خزف الميوليكا اللامع وأواني هيسبانو موريسك، بتصميمات رائعة وجريئة.

في الولايات المتحدة، أصبحت الأواني النحاسية اللامعة شائعة بسبب لمعانها. على ما يبدو، عندما أصبحت مصابيح الغاز متاحة للأثرياء، كانت البدعة هي وضع مجموعات من الأواني اللامعة على منصات مرايا لاستخدامها كنقاط مركزية لحفلات العشاء. أبرزت جاسلايتس بريقها.

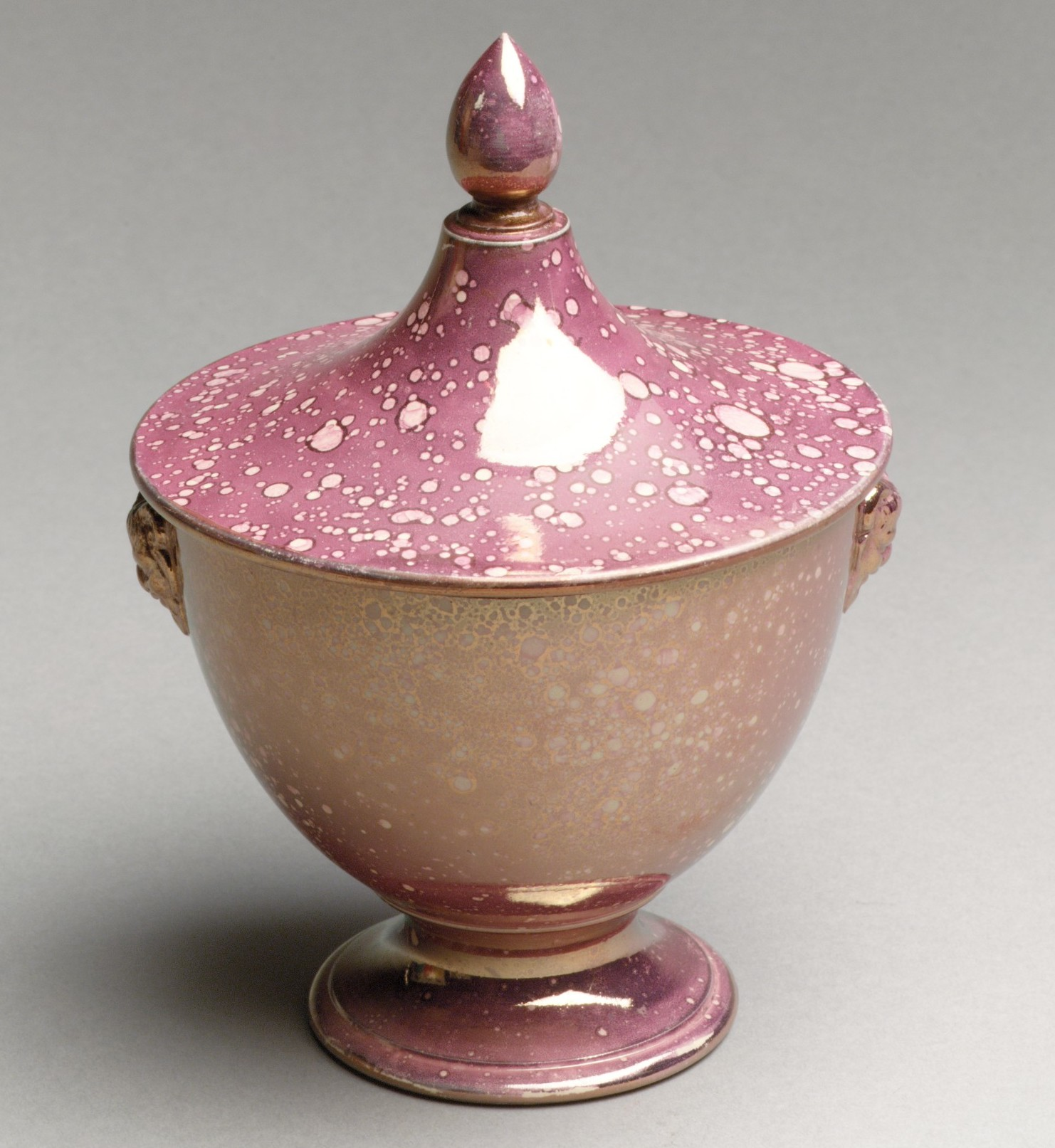
وعاء السكر من مجموعة القهوة، الخزف الفرنسي من ساريغيماينز، ج. 1810
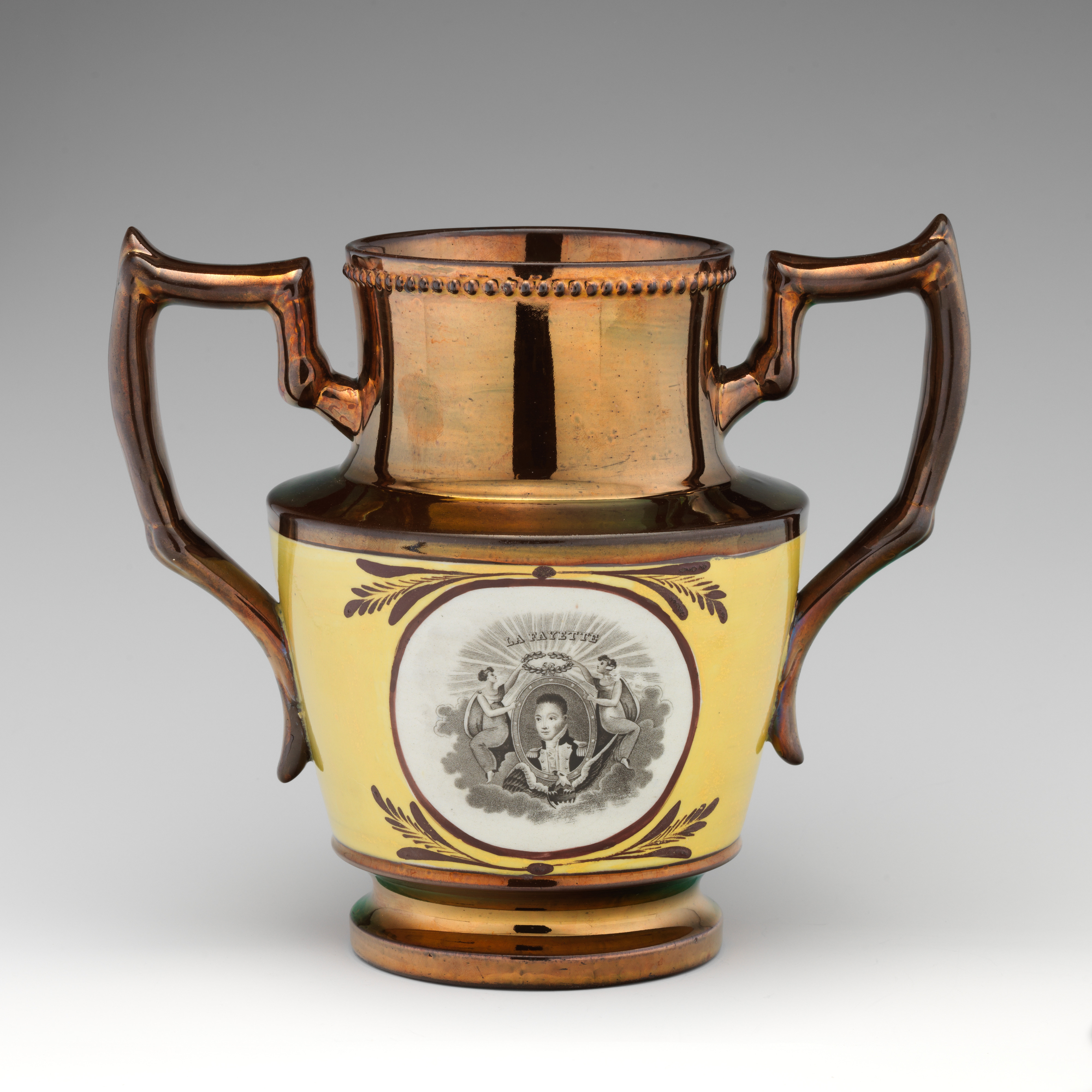
جرة إنجليزية للسوق الأمريكية، القرن التاسع عشر
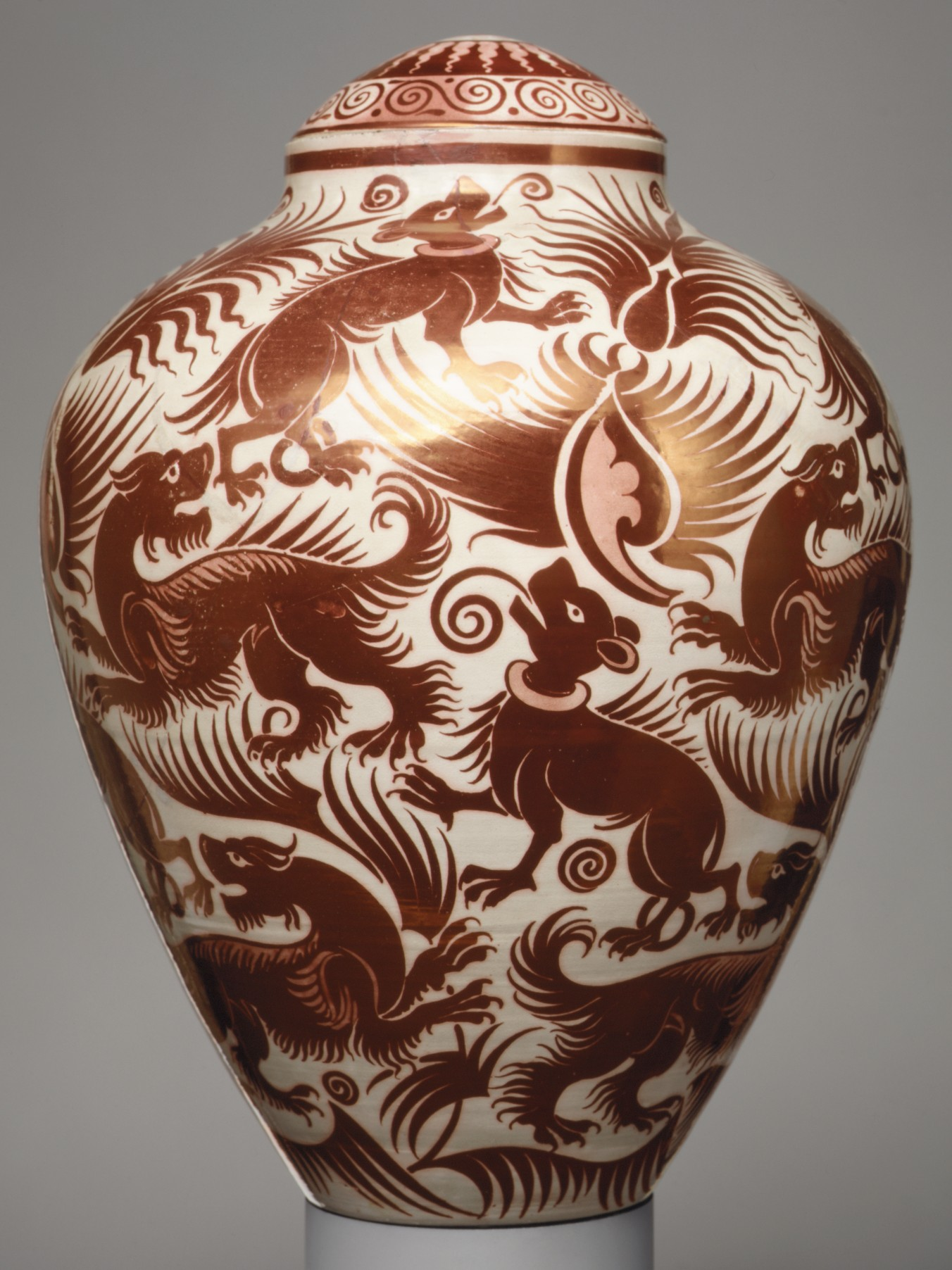
مزهرية لوليام دي مورغان، 1888-98، الإنجليزية
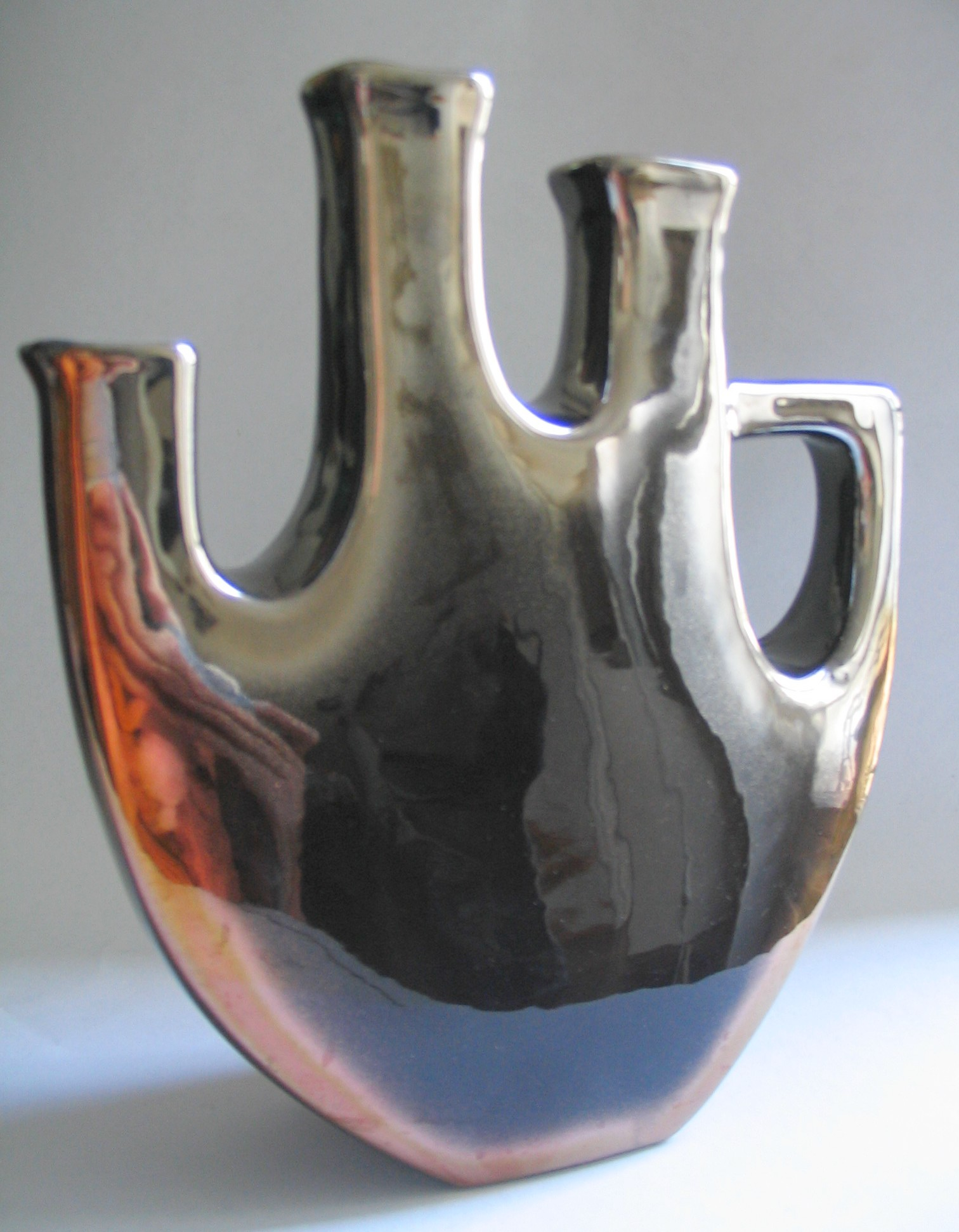
إناء بلجيكي، القرن العشرين

## قراءات خارجية
"Brilliant Achievements: The Journey of Islamic Glass and Ceramics to Renaissance Italy", in The Arts of Fire: Islamic Influences on Glass and Ceramics of the Italian Renaissance, eds. Catherine Hess, Linda Komaroff, George Saliba, J. Paul Getty Museum, 2004, Getty Publications, (ردمك 089236758X), 9780892367580,

## روابط خارجية
- Nishapur: Pottery of the Early Islamic Period, an exhibition catalog from The Metropolitan Museum of Art (fully available online as PDF), which contains material on lustreware